# Yauco (plaats)
Yauco is een plaats (zona urbana) in het Amerikaanse unincorporated territory Puerto Rico, onderdeel van gemeente Yauco.

## Demografie
Bij de volkstelling in 2000 werd het aantal inwoners vastgesteld op 19.609.

## Geografie
Volgens het United States Census Bureau beslaat de plaats een oppervlakte van 7,4 km², geheel bestaande uit land.

## Plaatsen in de nabije omgeving
De onderstaande figuur toont nabijgelegen plaatsen in een straal van 64 km rond Yauco.